# Cerithium citrinum
Cerithium citrinum là một loài ốc biển, là động vật thân mềm chân bụng sống ở biển thuộc họ Cerithiidae.

## Miêu tả

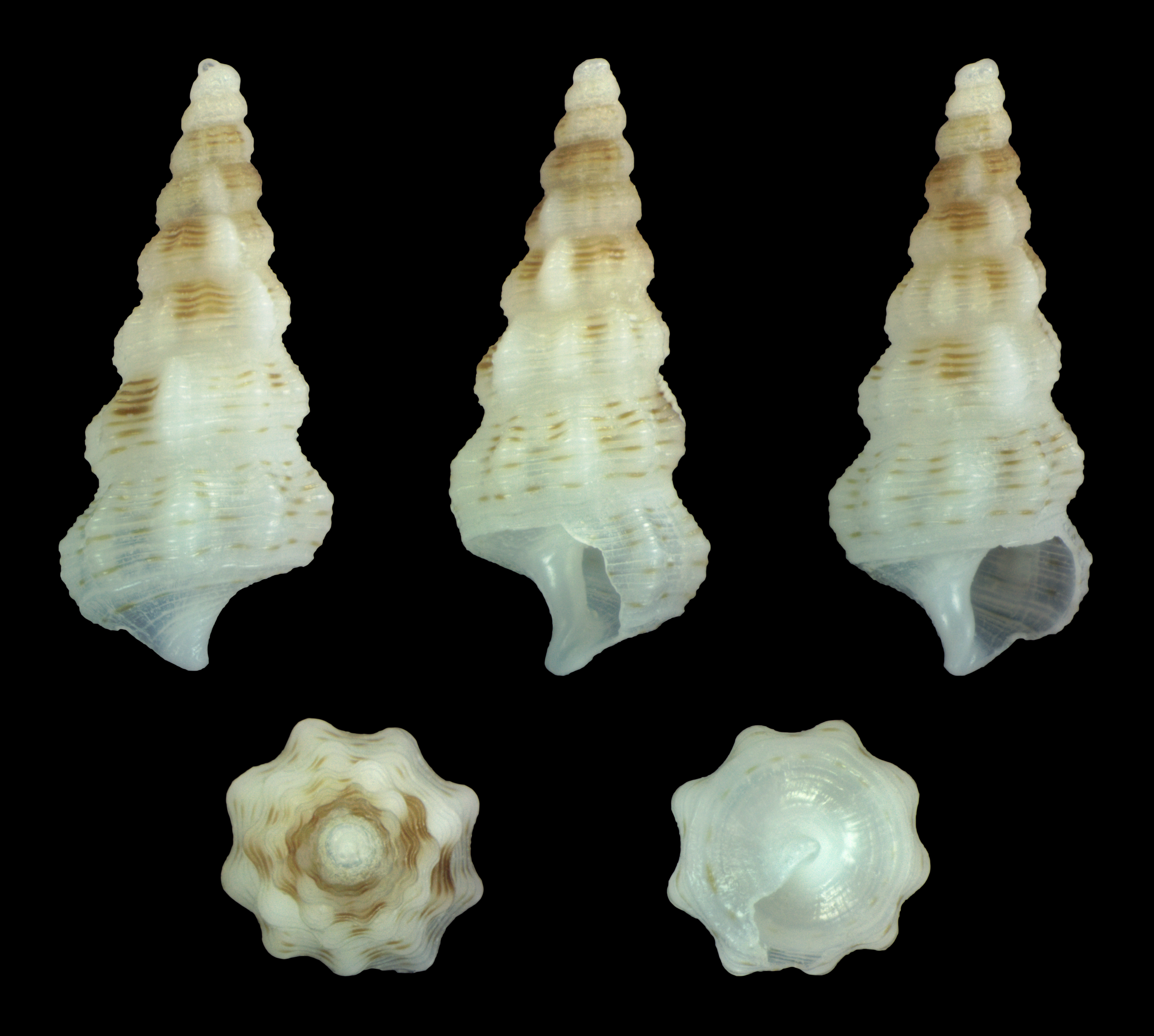
vị thành niên

## Phân bố
The distribution của Cerithium citrinum bao gồms miền tây Thái Bình Dương.
- Philippines[2]
- Australia [2]
- Kermadec[2]